# إسفغنونية
الإسفغنونية أو السَّفانية (الاسم العلمي: Sphagnaceae) هي فصيلة من النباتات تتبع رتبة الإسفغنونيات من طائفة الحزازيات السبخية.

## الأجناس
- الإسفغنون